# Franco Mendoza Breña
Franco Giovanni Mendoza Breña (Lima, 23 de enero de 1977) es un exfutbolista peruano. Jugaba de mediocampista ofensivo y tiene 48 años.

## Trayectoria
Se formó como futbolista en el Deportivo Municipal. Luego jugó por diversos clubes peruanos como Deportivo Municipal de El Tambo, Unión Minas, AELU, Villa del Mar, entre otros.

## Clubes
| Club                  | País     | Año         |
| --------------------- | -------- | ----------- |
| Municipal de El Tambo | Perú     | 1998        |
| Deportivo AELU        | Perú     | 1999        |
| Unión Minas           | Perú     | 2000        |
| Deportivo Wanka       | Perú     | 2001        |
| FC Ismaning           | Alemania | 2001 - 2002 |
| Villa del Mar         | Perú     | 2002 - 2003 |
| Öxabäcks IF           | Suecia   | 2003 - 2004 |
| Sport Áncash          | Perú     | 2004 - 2006 |
| Torestorp-Älekulla FF | Suecia   | 2006 - 2007 |
| Atlético Minero       | Perú     | 2007 - 2008 |
| Juan Aurich           | Perú     | 2009 - 2010 |
| Inti Gas              | Perú     | 2010 - 2012 |
| Los Caimanes          | Perú     | 2013        |
| Alianza Universidad   | Perú     | 2014        |

## Palmarés
| Título           | Club         | País | Año  |
| ---------------- | ------------ | ---- | ---- |
| Copa Perú        | Sport Áncash | Perú | 2004 |
| Segunda División | Los Caimanes | Perú | 2013 |